# Yonghui Superstores
Yonghui Superstores Company Limited — китайская компания розничной торговли, одна из крупнейших сетей супермаркетов страны. Штаб-квартира расположена в Фучжоу. Входит в число крупнейших публичных компаний Китая.

## История
Первый супермаркет сети Yonghui открылся в Фучжоу в 1995 году. Официально компания Yonghui Superstores была основана братьями Чжан Сюаньсуном и Чжан Сюаньнином в 2001 году, в 2010 году она вышла на Шанхайскую фондовую биржу. В 2015 году около 20 % акций торговой сети за 5,7 млрд юаней приобрела гонконгская группа Dairy Farm International Holdings, а ещё около 10 % за 4,3 млрд юаней приобрёл интернет-гигант JD.com. В 2021 году Yonghui Superstores заняла 1783-е место в рейтинге Forbes Global 2000. В конце 2021 года Yonghui Superstores насчитывала 1057 магазинов общей площадью более 8 млн м², которые охватывали 585 городов в 29 провинциях и районах Китая.

## Деятельность
Сети супермаркетов Yonghui, Bravo YH, Yonghui Lifestyle, Yonghui Warehousing и PARKnSHOP Yonghui реализуют свежие и готовые продукты питания, полуфабрикаты, напитки, предметы первой необходимости, одежду, бытовую технику и электронику.
По итогам 2022 года основные продажи Yonghui Superstores пришлись на готовые продукты питания и одежду (49,1 %), а также на свежие и обработанные продукты питания (44,3 %); все 100 % выручки компании пришлись на материковый Китай.

## Акционеры

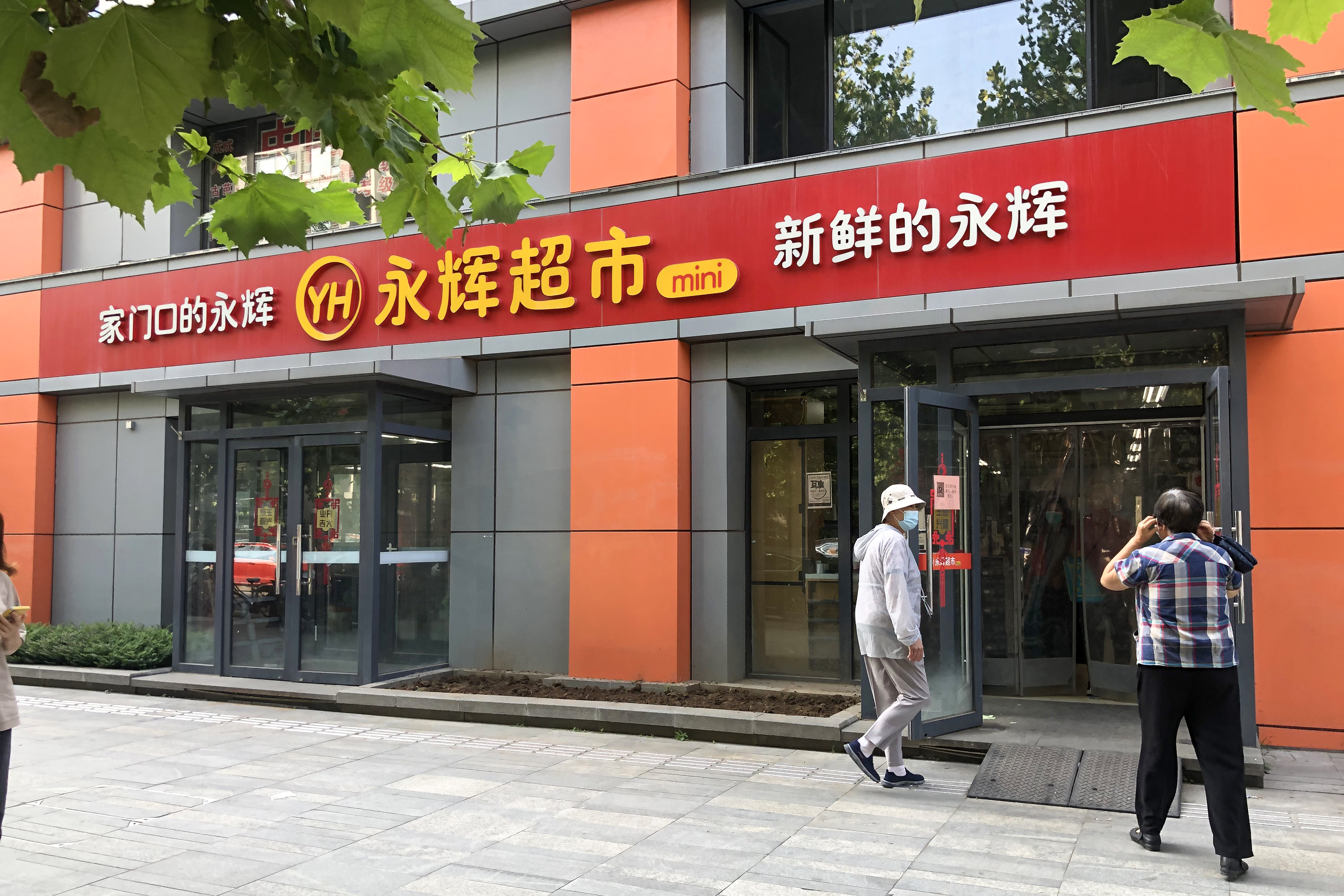
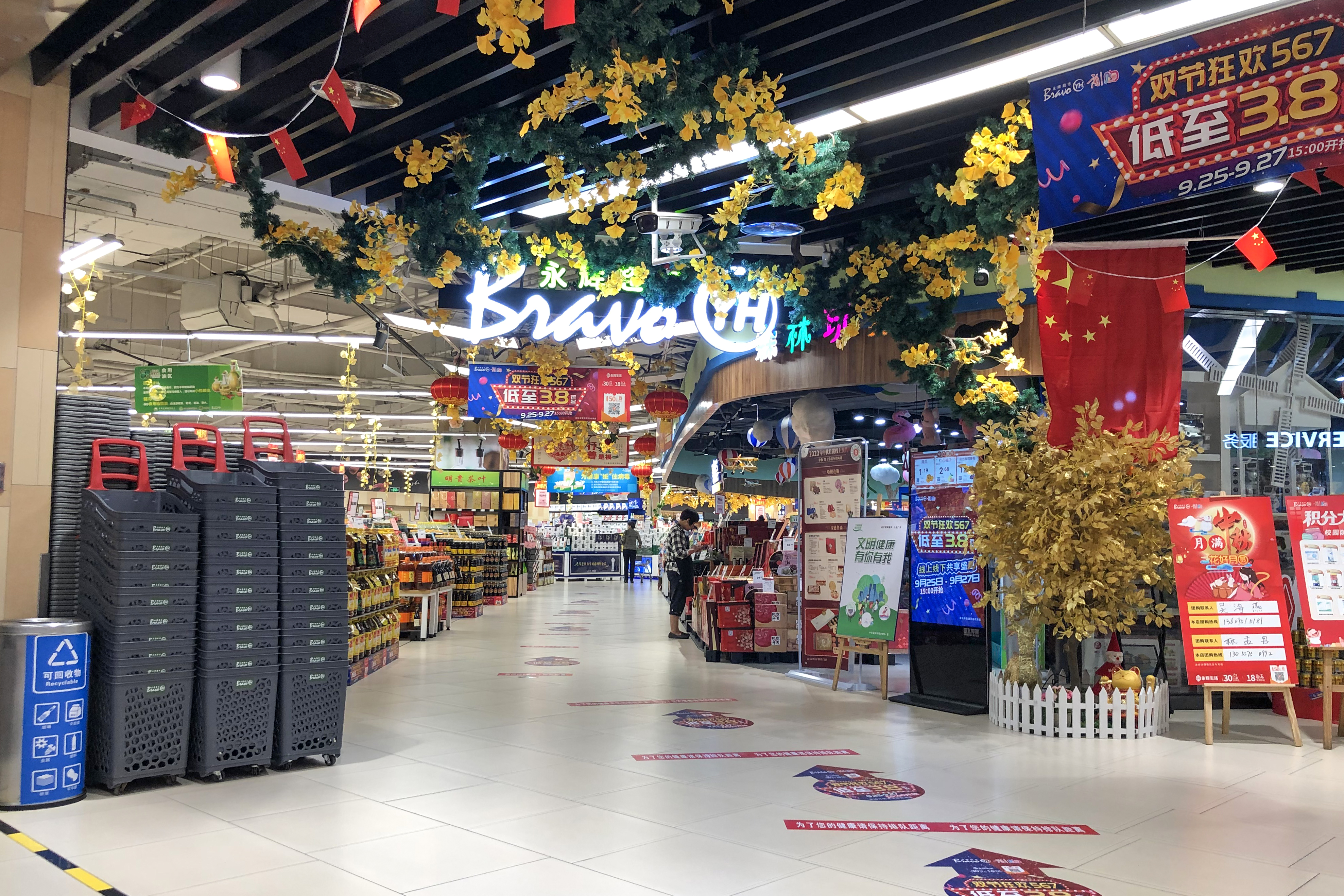
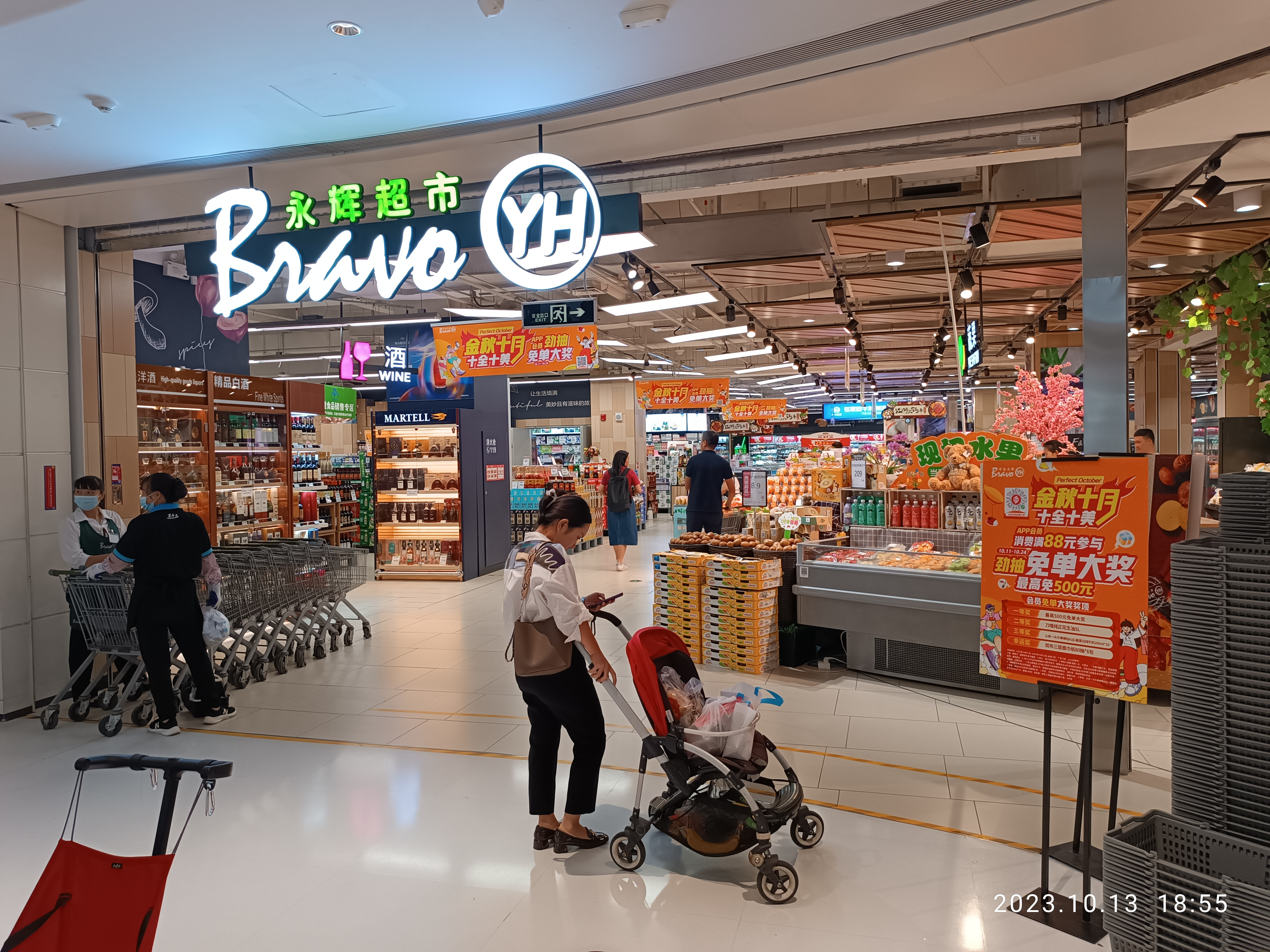
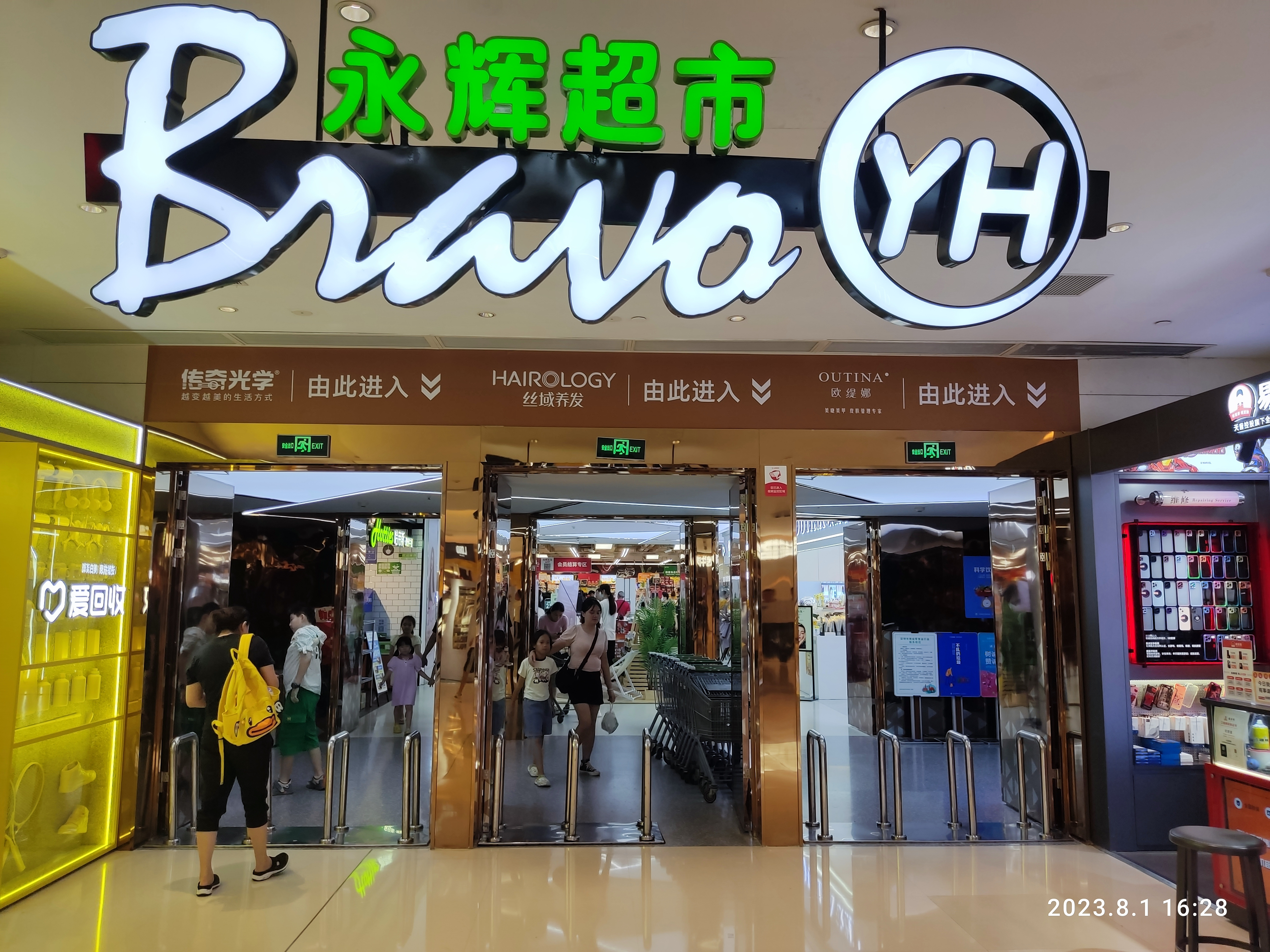

Основными акционерами Yonghui Superstores являются холдинг DFI Retail Group (21,08 %), онлайн-платформа JD.com (13,39 %), глава компании Чжан Сюаньсун (8,72 %), его брат Чжан Сюаньнин (8,19 %) и структуры интернет-гиганта Tencent (5,27 %).

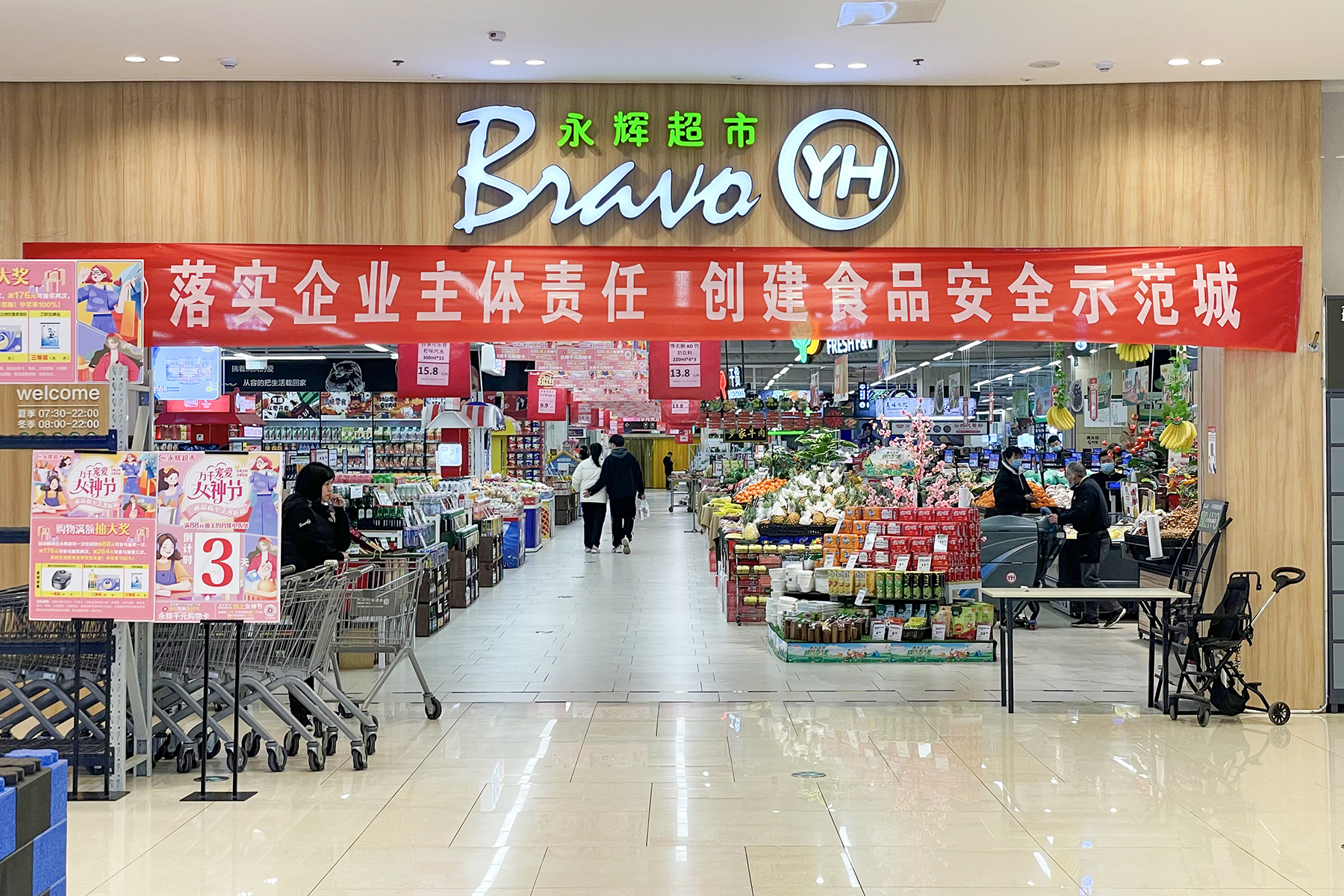
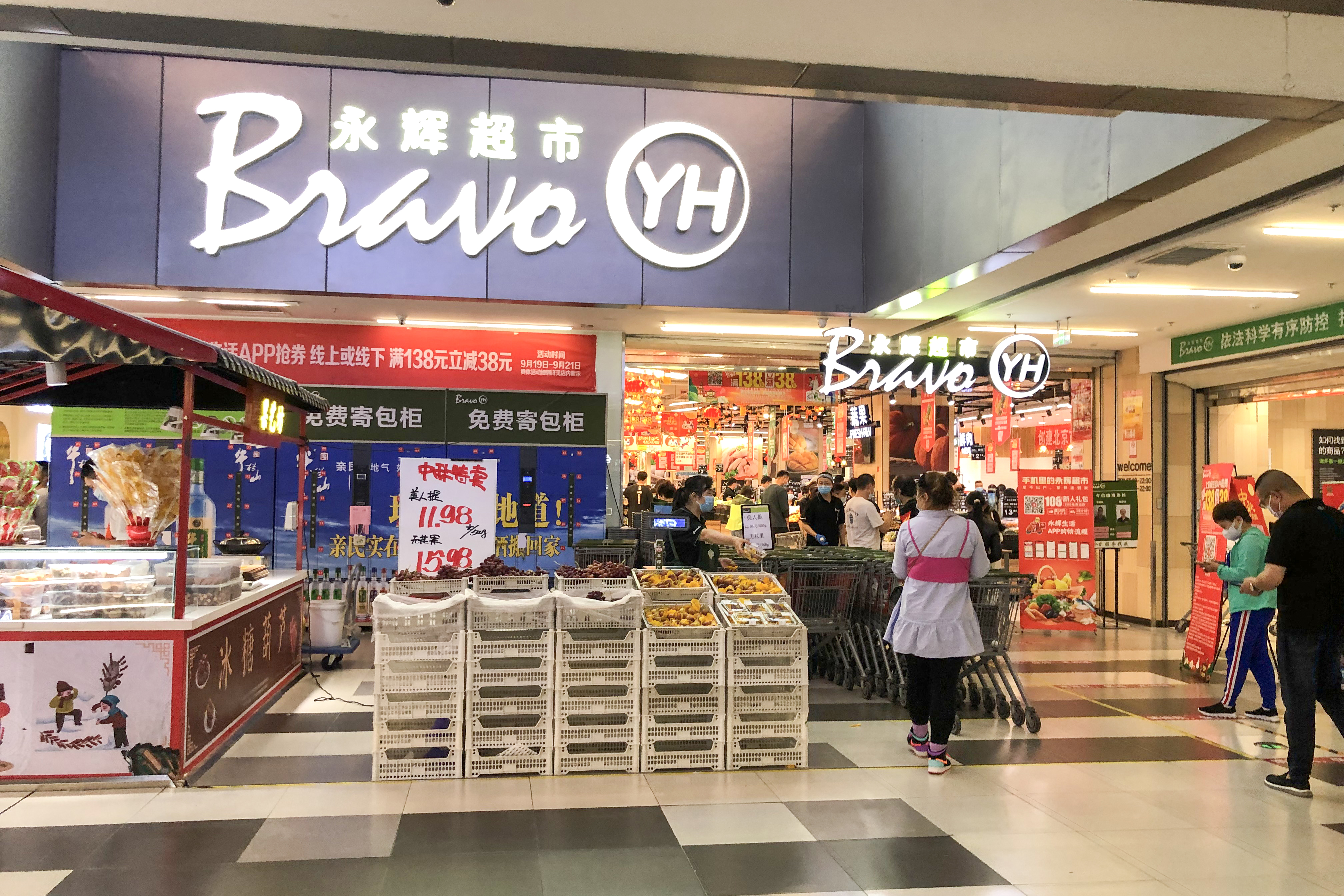
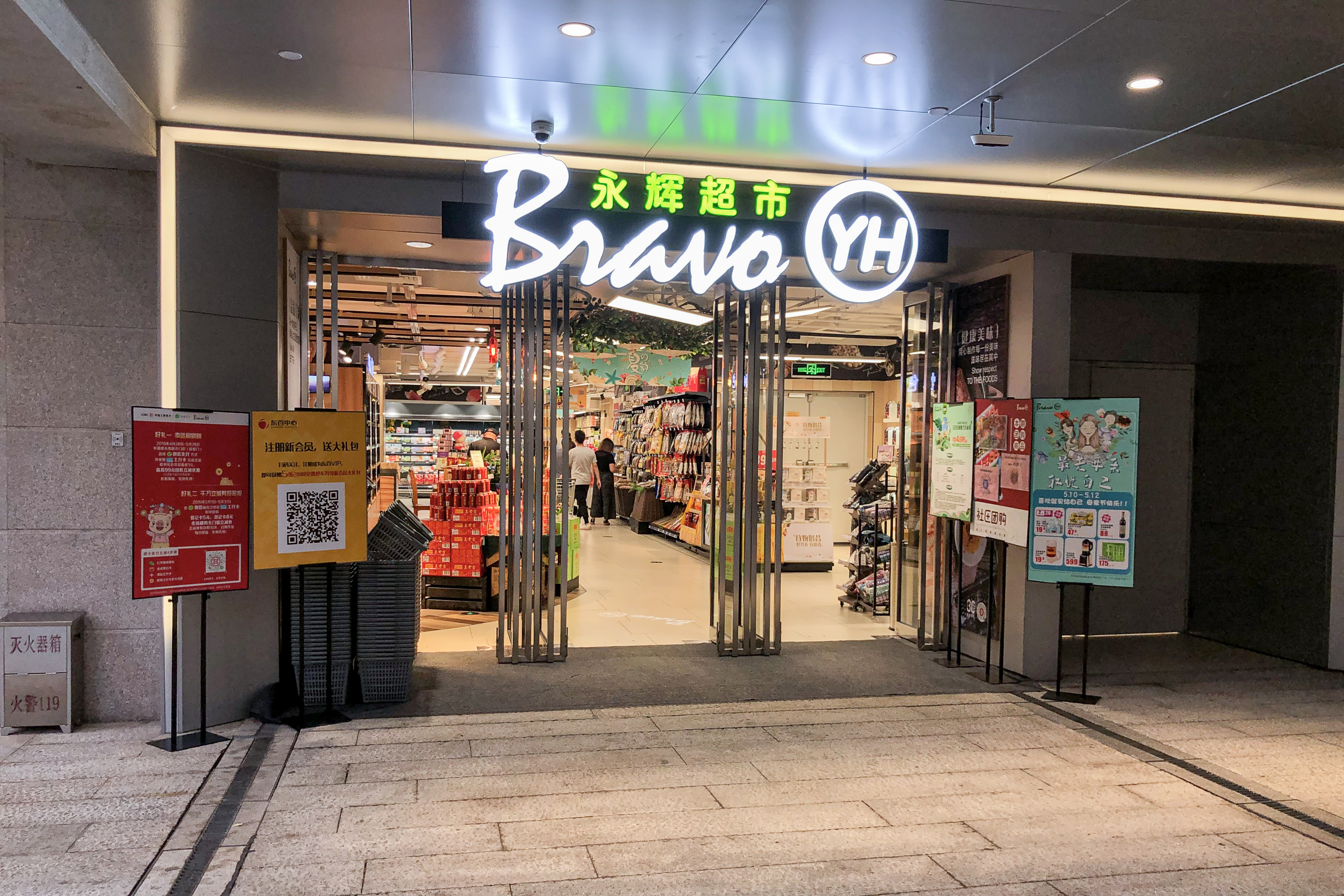
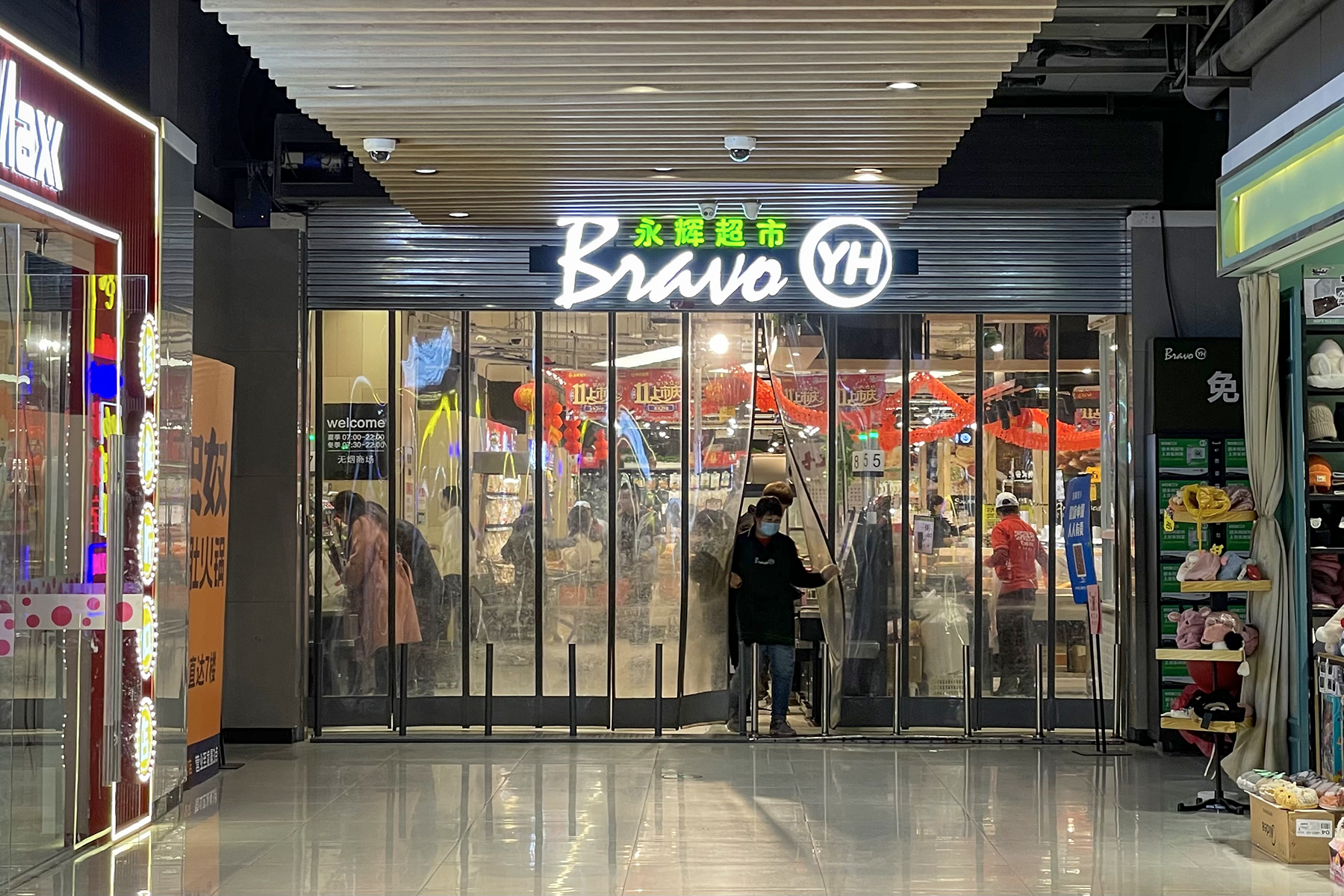